# Anonymes Werk
Als Anonymes Werk bezeichnet man im Urheberrecht ein Werk ohne Urheberbezeichnung, also ein Werk, das nicht namentlich gekennzeichnet ist.
Da man bei anonymen Werken den Urheber nicht kennt oder kennen soll, knüpfen Vorschriften, die über die Dauer des urheberrechtlichen Schutzes entscheiden, üblicherweise  nicht an das Todesdatum des Urhebers an, sondern an den Zeitpunkt der Erstveröffentlichung.
Sinn dieser Normen, die in Deutschland bis auf das Jahr 1870 zurückgehen, ist es an sich, dem Nutzer Rechtssicherheit zu verschaffen. Es bestehen trotzdem große rechtliche Unsicherheiten für die potenziellen Verwender anonymer Werke.
Anonyme Werke sind nicht mit verwaisten Werken zu verwechseln.

## Rechtslage in Deutschland
Die europaweite Regelschutzfrist besagt, dass ein Werk bis 70 Jahre nach dem Tod des Urhebers urheberrechtlich geschützt ist (§ 64 UrhG).
Der Wunsch eines Urhebers, anonym zu bleiben, wird in Deutschland und anderen Rechtsordnungen ausdrücklich respektiert.
Bei einem anonymen Werk erlischt (gemäß § 66 UrhG) aber das Urheberrecht siebzig Jahre nach Veröffentlichung. Ist das Werk 70 Jahre nach Schaffung noch nicht veröffentlicht, läuft die Schutzfrist 70 Jahre nach Schaffung ab. Häufig ist die Schutzfrist bei anonymen Werken kürzer als die Regelschutzfrist, es kann sich aber auch eine längere Schutzfrist ergeben.
Bekennt sich der Urheber innerhalb von siebzig Jahren nach Veröffentlichung zu seinem Werk, so gilt die Regelschutzfrist von 70 Jahren nach seinem Tod. Nach seinem Tod darf eine solche Offenbarung auch sein Rechtsnachfolger (Erbe) oder der Testamentsvollstrecker vornehmen.
Beispiel: Eine Frau schreibt im Jahr 2000 ihre Lebenserinnerungen nieder. Nach ihrem Tod im Jahr 2004 erscheinen diese anonym im Jahr 2010. Kurz danach gelingt es einem Literaturwissenschaftler, die Autorin zu identifizieren (zu einem realen Fall siehe zum Beispiel Eine Frau in Berlin). Er veröffentlicht seine Entdeckung, aber die Tochter der vermuteten Autorin als Alleinerbin gibt keine Stellungnahme ab. Die Schutzfrist läuft 70 Jahre nach Veröffentlichung, da keine befugte Offenbarung durch die Berechtigte vorliegt, also bis 2080. Das Werk ist damit sechs Jahre länger geschützt, als die Regelschutzfrist (70 Jahre nach dem Tod der Autorin) vorsieht.
Für zahlreiche vor dem 1. Juli 1995 geschaffene anonyme Werke ist nach wie vor die frühere Rechtslage relevant (siehe dazu weiter unten).

### Vertretung des anonymen Urhebers
Bei erschienenen Werken ohne Urheberbezeichnung gilt § 10 Abs. 2 UrhG: Es darf dann vermutet werden, dass der auf den Vervielfältigungsstücken bezeichnete Herausgeber oder – wenn es keinen solchen gibt – der so bezeichnete Verleger ermächtigt ist, die Rechte des Urhebers geltend zu machen. Auf diese Weise soll der Urheber anonym bleiben können.

### Deckname oder Künstlerzeichen
Liegt eine Bezeichnung vor, die als Deckname oder Künstlerzeichen des Urhebers bekannt ist, so ist nach § 10 UrhG bis zum Beweis des Gegenteils davon auszugehen, dass derjenige, der diesen Decknamen oder das Künstlerzeichen führt, der Urheber ist. An die Bekanntheit von Decknamen und Künstlerzeichen sind keine hohen Anforderungen zu stellen. Liegt ein bekannter Deckname oder ein bekanntes Künstlerzeichen vor, so gilt gemäß § 66 UrhG die Regelschutzfrist nach den § 64 und § 65 UrhG, da das vom Urheber angenommene Pseudonym keinen Zweifel an seiner Identität zulässt. Es liegt also kein anonymes Werk vor.
Beispiele für bekannte Decknamen sind im Textbereich etwa die Initialen von Journalisten bei Zeitungsveröffentlichungen. Als Künstlerzeichen kommen Initialen, Logos und grafische Symbole in Betracht. Auch die Punzierstempel der Gold- und Silberschmiede sind Künstlerzeichen.
Hinsichtlich der Frage, auf welchen Zeitpunkt sich die Bekanntheit des Decknamens oder Künstlerzeichens bezieht, ist wohl vom Zeitpunkt der Erstellung des Werks auszugehen. Es kann sich also auch noch nach Jahrzehnten der Sohn eines Journalisten melden, sein Vater habe unter einem bestimmten Kürzel in der X-Zeitung geschrieben. Kann glaubhaft gemacht werden, dass das Kürzel in irgendeiner schlüssigen Verbindung mit dem Namen des Journalisten steht und dass der Journalist tatsächlich für die X-Zeitung geschrieben hat, so wird ein Richter den Sohn gemäß der gesetzlichen Vermutung des § 10 UrhG als befugt ansehen, die Urheberrechte seines Vaters wahrzunehmen, sofern dieser keine 70 Jahre tot ist.

### Frühere Rechtslage in Deutschland / Übergangsrecht
Aufgrund des Übergangsrechts gilt nach wie vor die frühere Rechtslage für Werke, die vor dem Inkrafttreten der Urheberrechtsänderung vom 1. Juli 1995 geschaffen wurden. Die alte Rechtslage ist anzuwenden, wenn durch Anwendung der neuen Vorschriften die Schutzfrist verkürzt werden würde. Dies muss bei sehr vielen Fällen berücksichtigt werden.
Die alte Fassung von § 66 UrhG a.F. lautete:
§ 66 Anonyme und pseudonyme Werke
(1) Ist der wahre Name oder der bekannte Deckname des Urhebers weder nach § 10 Abs. 1 noch bei einer öffentlichen Wiedergabe des Werkes angegeben worden, so erlischt das Urheberrecht siebzig Jahre nach der Veröffentlichung des Werkes.
(2) Die Dauer des Urheberrechts berechnet sich auch im Falle des Absatzes 1 nach den §§ 64 und 65,
1. wenn innerhalb der in Absatz 1 bezeichneten Frist der wahre Name oder der bekannte Deckname des Urhebers nach § 10 Abs. 1 angegeben oder der Urheber auf andere Weise als Schöpfer des Werkes bekannt wird,
2. wenn innerhalb der in Absatz 1 bezeichneten Frist der wahre Name des Urhebers zur Eintragung in die Urheberrolle (§ 138) angemeldet wird,
3. wenn das Werk erst nach dem Tode des Urhebers veröffentlicht wird.
(3) Zur Anmeldung nach Absatz 2 Nr. 2 sind der Urheber, nach seinem Tode sein Rechtsnachfolger (§ 30) oder der Testamentsvollstrecker (§ 28 Abs. 2) berechtigt.
(4) Die vorstehenden Bestimmungen sind auf Werke der bildenden Künste nicht anzuwenden.
Diese Fassung weist in einigen Punkten erhebliche Unterschiede zum neuen Recht auf, die mit den folgenden Beispielen erläutert werden.
Beispiele:
1. Ein namentlich nicht gekennzeichnetes Wahlkampfplakat aus dem Jahr 1933 wurde von einem Künstler geschaffen, der 1950 stirbt. Nach neuem Recht wäre es 2004 gemeinfrei, also 70 Jahre nach Veröffentlichung, sofern keine Offenbarung seitens des Urhebers oder seiner Rechtsnachfolger erfolgte. Während Fotografien nicht als Werke der bildenden Kunst im Sinne von § 66 Abs. 4 UrhG a.F. gelten, handelt es sich bei dem Wahlkampfplakat um ein Werk der bildenden Kunst und zwar der angewandten Kunst. Aufgrund von Absatz 4 läuft die Schutzfrist nach altem Recht erst 2020, 70 Jahre nach dem Tod des Künstlers, aus. Da die Anwendung des neuen Rechts eine Verkürzung der Schutzfrist bedeuten würde, ist altes Recht anzuwenden und das Plakat noch bis 2020 geschützt. Rechtlich irrelevant ist bei dieser Rechnung, dass ein potenzieller Nutzer ja gar nicht weiß, wann der Urheber verstorben ist, da das Plakat anonym ist. Da es nicht völlig undenkbar ist, dass ein 13-Jähriger das Plakat 1933 geschaffen hat, der gut und gerne 100 Jahre leben könnte, also bis 2020, müsste ein Verwerter bis 70 Jahre nach dem Tod dieses Urhebers, also 2090, theoretisch damit rechnen, dass ihn ein Anwalt im Auftrag der Erben des früh vollendeten Künstlers wegen Urheberrechtsverletzung kontaktiert.
2. Ein Forscher findet in einem Archiv eine namentlich nicht gekennzeichnete unveröffentlichte Denkschrift aus dem Jahr 1933. Da § 66 UrhG a.F. nicht für unveröffentlichte Werke galt, ist die – in der Regel längere – Regelschutzfrist von 70 Jahren nach Tod des Urhebers zugrunde zu legen. Auch hier spielt es keine Rolle, dass ein potenzieller Nutzer so gut wie nie eine Chance hat, den Urheber und damit sein Todesjahr zu ermitteln.

### Eintragung in die Urheberrechtsrolle
Beim Patentamt wird ein Register anonymer und pseudonymer Werke geführt (§ 138 UrhG), in das der Urheber anonyme oder pseudonyme Werke eintragen lassen kann, um ihnen die Regelschutzfrist von 70 Jahren nach dem Tod des Urhebers zu sichern. Die praktische Bedeutung des Registers ist gering: am 31. Dezember 2001 waren nur 645 Werke von 346 Urhebern eingetragen. Die Möglichkeit, über die Schlüssigkeitsprüfung des Patentamts und der anschließenden Anfechtungsmöglichkeit beim Oberlandesgericht München (ausnahmsweise ohne Anwaltszwang) eine vergleichsweise günstige Entscheidung über die Schutzfähigkeit von Werken herbeizuführen, wurde offenbar kaum genutzt. Das Patentamt verweigert die Eintragung etwa dann, wenn das Werk nicht veröffentlicht oder offensichtlich nicht schutzwürdig ist.

## Rechtslage in Österreich, Schweiz und der Europäischen Union
§ 61 des österreichischen Gesetzes sieht vor: Das Urheberrecht an Werken, deren Urheber (§ 10 Abs. 1) nicht auf eine Art bezeichnet worden ist, die nach § 12 die Vermutung der Urheberschaft begründet, endet siebzig Jahre nach ihrer Schaffung. Wenn aber das Werk vor dem Ablauf dieser Frist veröffentlicht wird, endet das Urheberrecht siebzig Jahre nach der Veröffentlichung. 
 Dies entspricht im Kern der deutschen Regelung.
In der Schweiz gilt als Urheber eines Werkes, wer auf den Werkexemplaren mit Namen, Pseudonym oder Kennzeichen genannt wird. Falls unbekannt bleibt, wer hinter einem Pseudonym oder Kennzeichen steht, kann das Urheberrecht durch die Person ausgeübt werden, die das Werk herausgibt. Wenn auch diese Person nicht genannt wird, kann das Urheberrecht ausüben, wer das Werk veröffentlicht.
Falls unbekannt bleibt, wer ein Werk geschaffen hat, erlischt der Schutz 70 Jahre nach der Veröffentlichung oder, wenn das Werk in Lieferungen veröffentlicht wurde, 70 Jahre nach der letzten Lieferung (siehe Art. 8 und Art. 31 URG).
Die entsprechenden Vorschriften in beiden Schutzdauerrichtlinien (RL 93/98/EWG bzw. RL 2006/116/EG) lauten inhaltsgleich (Jeweils Art. 1 Abs. 3): „Für anonyme und pseudonyme Werke endet die Schutzdauer siebzig Jahre, nachdem das Werk erlaubterweise der Öffentlichkeit zugänglich gemacht worden ist. Wenn jedoch das vom Urheber angenommene Pseudonym keinerlei Zweifel über die Identität des Urhebers zulässt oder wenn der Urheber innerhalb der in Satz 1 angegebenen Frist seine Identität offenbart, richtet sich die Schutzdauer nach Absatz 1.“